# مانويل روكساس
مانويل روكساس إي أكونيا (بالإسبانية: Manuel Roxas y Acuna)‏ (ولد 1892 -توفي 1948م). أول رئيس لجمهورية الفلبين، بعد أن نالت استقلالها عن الولايات المتحدة في الرابع من يوليو عام 1946م.

## حياته
شارك في القتال ضد اليابانيين في الحرب العالمية الثانية (1939 - 1945م) ضابطًا برتبة عقيد، ثم مقاتلاً في حرب العصابات بجزيرة مينداناو. ولكن اليابانيين أسروه، وأجبروه على الخدمة موظفًا صغيرًا، في ظل الحكومة الصورية برئاسة جوزيه بي لوريل. واستغل روكساس مركزه في حماية حلقة التجسس التي كونها لمساعدة الولايات المتحدة.
ولد روكساس في كابيز (روكساس الآن) بجزيرة باناي. درس القانون في جامعة الفلبين، وصار حاكمًا للإقليم الذي نشأ فيه. حقق شهرة بوصفه بطلاً من أبطال الاستقلال وبخاصة عندما كان رئيسًا لمجلس النُّواب. وقّع اتفاقية مانيلا عام 1946، والتي تم بموجبها إعطاء الولايات المتحدة الاستقلال الكامل للفلبين، بعد 48 عامًا من الهيمنة الأمريكية على البلاد، وبعد سنة من معركة مانيلا.

## روابط خارجية
- مانويل روكساس على موقع الموسوعة البريطانية (الإنجليزية)
- مانويل روكساس على موقع مونزينجر (الألمانية)
- مانويل روكساس على موقع إن إن دي بي (الإنجليزية)